# Maurren Higa Maggi

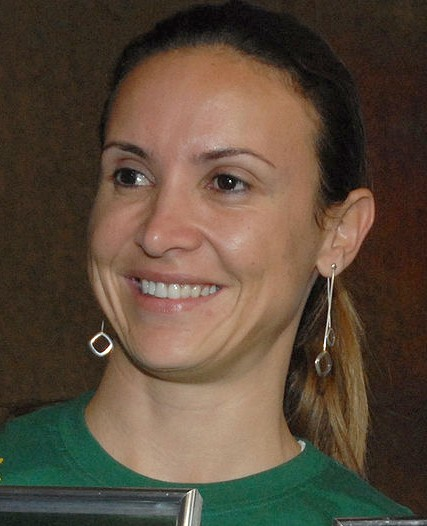
Maurren Higa Maggi

Maurren Higa Maggi (* 25. Juni 1976 in São Carlos) ist eine brasilianische Weitspringerin und Olympiasiegerin.
Zunächst war sie auch im 100-Meter-Hürdenlauf aktiv. 1997 wurde sie Südamerikameisterin im Weitsprung und Vizemeisterin über 100 Meter Hürden. 1999 holte sie in beiden Disziplinen den südamerikanischen Titel, im Weitsprung mit dem aktuellen Südamerika-Rekord von 7,26 m. Im selben Jahr gewann sie bei den Panamerikanischen Spielen in Winnipeg Gold im Weitsprung und Silber über 100 Meter Hürden. Bei den Weltmeisterschaften in Sevilla wurde sie Achte im Weitsprung und erreichte über 100 Meter Hürden das Viertelfinale. Bei den Olympischen Spielen 2000 in Sydney musste sie aufgeben, als sie sich in der Weitsprungqualifikation verletzte.
2001 stellte sie bei den Südamerikameisterschaften den aktuellen Kontinental-Rekord über 100 Meter Hürden von 12,71 s auf. Auch im Weitsprung verteidigte sie ihren Titel. Bei der Universiade 2001 gewann sie Gold im Weitsprung und Silber im 100-Meter-Hürdenlauf.
2002 wurde sie wie schon 2000 ibero-amerikanische Meisterin im Weitsprung. Bei den Hallenweltmeisterschaften 2003 in Birmingham gewann sie Bronze, und am 27. April 2003 stellte sie mit 14,53 m einen Südamerikarekord im Dreisprung auf. 
Im Juni wurde bei einem Dopingtest das anabole Steroid Clostebol entdeckt, woraufhin eine zweijährige Sperre wegen Verstoßes gegen die Dopingrichtlinien gegen sie verhängt wurde. Die Athletin klagte gegen diese Entscheidung und machte geltend, dass die verbotene Substanz sich in einer Creme befunden habe, die sie nach einer Körperhaarentfernung angewendet habe. Das oberste brasilianische Sportgericht gab ihr recht; nachdem die IAAF danach beim Internationalen Sportgerichtshof Berufung einlegte, gab Maggi auf. In der Zwischenzeit hatte sie den Formel-1-Rennfahrer Antonio Pizzonia geheiratet und war schwanger geworden. Im Dezember 2004 brachte sie eine Tochter zur Welt.
Nach Ablauf der Sperre nahm sie ab 2006 wieder an Wettkämpfen teil. 2007 wurde sie im Weitsprung erneut südamerikanische Meisterin und Goldmedaillengewinnerin bei den Panamerikanischen Spielen in Rio de Janeiro. Bei den Weltmeisterschaften in Osaka wurde sie Sechste. Bei den Hallenweltmeisterschaften 2008 in Valencia gewann sie Silber und stellte dabei mit 6,89 m den aktuellen südamerikanischen Hallenrekord auf.
Bei den Olympischen Spielen 2008 in Peking gewann sie mit 7,04 m die Goldmedaille mit einem Zentimeter Vorsprung vor Tatjana Lebedewa (RUS).
Maurren Higa Maggi ist 1,73 m groß und wiegt 62 kg. Sie lebt in São Paulo und startet für den Clube de Atletismo BM&F.